# Sphyraena argentea
Sphyraena argentea é uma espécie de peixes do gênero Sphyraena, conhecido pelo nome comum de barracuda-do-pacífico. Esta barracuda possui duas barbatanas dorsais pequenas e afastadas, tendo a primeira geralmente 5 espinhos. Algumas apresentam listas claras e oblíquas no dorso. Pode atingir 145 centímetros de comprimento total.
São encontrados nas costas do Pacífico Oriental, desde o Alasca até a Baja California.